# Bouillon (Belgia)
Bouillon (nld. Bullioen, niem. Beulen, wa. Bouyon) – miasto w południowo-wschodniej Belgii, w Regionie Walońskim, w prowincji Luksemburg, w okręgu Neufchâteau. 1 stycznia 2024 roku liczyło 5377 mieszkańców. Leży nad rzeką Semois, w Ardenach, kilka kilometrów od granicy z Francją. 
Nad miejscowością góruje X-wieczny zamek, którego właścicielem był jeden z przywódców pierwszej wyprawy krzyżowej do Jerozolimy – Gotfryd z Bouillon.

## Podział administracyjny
W skład gminy wchodzi dziesięć dzielnic (section):
- Bellevaux
- Corbion
- Dohan
- Les Hayons
- Noirefontaine
- Poupehan
- Rochehaut
- Sensenruth
- Ucimont
- Vivy